# 道の駅あさひまち
道の駅あさひまち（みちのえき あさひまち）は、山形県西村山郡朝日町にある国道287号の道の駅である。愛称はりんごの森。

## 概要
2015年（平成27年）4月に道の駅に登録された。山形県内では18か所目の駅で、8年ぶりの新設となった。
同じ敷地内に農産物直売所の産直和合があったが、道の駅開業に伴って2015年9月30日をもって閉店し、道の駅あさひまちに完全に移行された。

## 施設
- 駐車場
  - 普通車：75台
  - 大型車：5台
  - 身障者用：4台
- トイレ （いずれも24時間利用可能）
  - 15器
  - 身障者用：1器
- 公衆電話：1台
- 物産交流館（りんごの森）
- 特産品販売所
- 軽食コーナー
- 休憩施設
- 公園

## 休館日
- 1月1日 - 3日

## アクセス
- 国道287号（和合バイパス）
  - 山形県道9号長井大江線
  - 山形県道143号中山三郷寒河江線

## 周辺
- りんご温泉
- 朝日町ワイン城
- Asahi自然観
  - 空気神社
- 最上川